# فابيان مونيوث (لاعب كرة قدم)
فابيان مونيوث (بالإسبانية: Fabián Muñoz)‏ (3 نوفمبر 1991 في الأرجنتين - ) هو لاعب كرة قدم أرجنتيني في مركز الهجوم. لعب مع أرسنال ساراندي ونادي بانيتوليكوس ونيولز أولد بويز.

## وصلات خارجية
- فابيان مونيوث على موقع قاعدة بيانات كرة القدم.إي يو (الإنجليزية)
- فابيان مونيوث على موقع Soccerway.com (الإنجليزية)